# Milán-San Remo 1972
La Milán-San Remo 1972 fue la 63.ª edición de la Milán-San Remo. La carrera se disputó el 19 de marzo de 1972, siendo el vencedor final el belga Eddy Merckx, que se impuso en solitario en la meta de San Remo. De esta manera ganaba su quinta edición de la Milán-San Remo. 

## Clasificación final
| Posición | Ciclista         | Equipo                     | Tiempo     |
| -------- | ---------------- | -------------------------- | ---------- |
| 1        | Eddy Merckx      | Molteni                    | 6h 33' 32" |
| 2        | Gianni Motta     | Ferretti                   | + 09"      |
| 3        | Marino Basso     | Salvarani                  | m. t.      |
| 4        | Frans Verbeeck   | Watney-Avia                | m. t.      |
| 5        | Rolf Wolfshohl   | Rokado                     | m. t.      |
| 6        | Michele Dancelli | Scic                       | m. t.      |
| 7        | Domingo Perurena | KAS-Kaskol                 | m. t.      |
| 8        | André Dierickx   | Flandria-Beaulieu          | m. t.      |
| 9        | Cyrille Guimard  | Gan-Mercier-Hutchinson     | m. t.      |
| 10       | Walter Godefroot | Flandria-Shimano-Carpenter | m. t.      |